# Новато (Калифорнија)
Новато (енгл. Novato) град је у америчкој савезној држави Калифорнија. По попису становништва из 2010. у њему је живело 51.904 становника.

## Демографија
Према попису становништва из 2010. у граду је живело 51.904 становника, што је 4.274 (9,0%) становника више него 2000. године.
| Група             | 2000.          | 2010.          |
| Белци             | 36.336 (76,3%) | 34.141 (65,8%) |
| Афроамериканци    | 948 (2,0%)     | 1.419 (2,7%)   |
| Азијати           | 2.479 (5,2%)   | 3.428 (6,6%)   |
| Хиспаноамериканци | 6.229 (13,1%)  | 11.046 (21,3%) |
| Укупно            | 47.630         | 51.904         |